# Championnats du monde de natation 2025
Navigation
Édition précédente Édition suivante
Les Championnats du monde de natation 2025, 22e édition des championnats du monde de natation, ont lieu du 11 juillet au 3 août 2025 dans la ville de Singapour. Initialement la compétition devait se dérouler à Kazan, mais World Aquatics a décidé en 2023 de retirer l'organisation à la Russie en raison de l'invasion de l'Ukraine par la Russie.
Singapour devient ainsi la première ville d'Asie du Sud-Est à accueillir la compétition.

## Sélection de la ville hôte
Le 21 juillet 2019, World Aquatics annonce avoir sélectionné Kazan en tant qu'hôte de la compétition (Budapest est simultanément annoncée comme organisatrice de l'édition 2027). Cependant en raison de la guerre Russie-Ukraine, la ville de Kazan a été déchue de ses droits d'organisation. Ainsi, Singapour a été sélectionnée pour remplacer Kazan le 9 février 2023.

## Lieux de compétitions
La plupart des competitions ont lieu au Singapore Sports Hub construit pour les Jeux d'Asie du Sud-Est de 2015 et qui accueille de nombreux événements majeurs depuis.
- World Aquatics Championships Arena (natation sportive)
- Singapore Indoor Stadium  (natation artistique, finales de water-polo)
- OCBC Aquatics Centre (water-polo, plongeon)
- Marina Bay Sands (nage en eau libre)
- Sentosa (plongeon de haut vol)

## Programme
Le calendrier initial du concours a été annoncé le 18 juin 2024 et celui détaillé le 12 décembre 2024.
| ● | Qualifications | ● | Finales |

| Juillet/Août         | 11 | 12 | 13 | 14 | 15 | 16 | 17 | 18 | 19 | 20 | 21 | 22 | 23 | 24 | 25 | 26 | 27 | 28 | 29 | 30 | 31 | 1 | 2 | 3 |
| Natation sportive    |    |    |    |    |    |    |    |    |    |    |    |    |    |    |    |    | 4  | 4  | 5  | 5  | 5  | 5 | 6 | 8 |
| Nage en eau libre    |    |    |    |    | 1  | 1  |    | 2  | 2  | 1  |    |    |    |    |    |    |    |    |    |    |    |   |   |   |
| Natation artistique  |    |    |    |    |    |    |    | ●  | 2  | 1  | 2  | 2  | 1  | 1  | 2  |    |    |    |    |    |    |   |   |   |
| Plongeon             |    |    |    |    |    |    |    |    |    |    |    |    |    |    |    | 2  | 2  | 2  | 2  | 1  | 1  | 1 | 1 | 1 |
| Plongeon de haut vol |    |    |    |    |    |    |    |    |    |    |    |    |    | ●  | ●  | 1  | 1  |    |    |    |    |   |   |   |
| Water-polo           | ●  | ●  | ●  | ●  | ●  | ●  | ●  | ●  | ●  | ●  | ●  | ●  | ●  | 1  | 1  |    |    |    |    |    |    |   |   |   |

## Nations participantes
Pour cette édition, les nageurs de nationalité russe ou biélorusse sont autorisés à participer sous la bannière « Athlètes neutres » de manière individuelle mais également à composer des équipes de relais ; seul le water-polo interdit leur participation.
La fédération mexicaine de natation est également sous le coup d'une suspension comme lors des derniers mondiaux en petit bassin.
- Afghanistan (1)
- Anguilla (1)
- Albanie (2)
- Algérie (3)
- Samoa américaines (1)
- Andorre (3)
- Angola (5)
- Antigua-et-Barbuda (4)
- Argentine (23)
- Arménie (8)
- Aruba (6)
- Australie (96)
- Autriche (13)
- Azerbaïdjan (2)
- Bahamas (4)
- Bahreïn (4)
- Bangladesh (2)
- Barbade (2)
- Belgique (5)
- Belize (1)
- Bénin (3)
- Bermudes (1)
- Bhoutan (2)
- Bolivie (9)
- Bosnie-Herzégovine (2)
- Botswana (3)
- Brésil (51)
- Brunei (3)
- Bulgarie (7)
- Burkina Faso (2)
- Burundi (2)
- Cambodge (2)
- Cameroun (4)
- Canada (65)
- Cap-Vert (4)
- Îles Caïmans (2)
- République centrafricaine (1)
- Chili (14)
- Chine ( )
- Taipei chinois ( )
- Colombie (15)
- Comores (2)
- Îles Cook (3)
- Costa Rica (10)
- Croatie ( )
- Cuba (11)
- Curaçao (4)
- Chypre (4)
- Tchéquie (15)
- République démocratique du Congo (2)
- Danemark (13)
- Djibouti (1)
- Dominique (1)
- République dominicaine (11)
- Timor oriental (2)
- Équateur (6)
- Égypte (12)
- Salvador (5)
- Érythrée (2)
- Estonie (6)
- Eswatini (2)
- Éthiopie ( )
- Îles Féroé (4)
- États fédérés de Micronésie (2)
- Fidji (4)
- Finlande (5)
- France ( )
- Gabon (1)
- Gambie (2)
- Géorgie (11)
- Allemagne (46)
- Ghana (4)
- Royaume-Uni (29)
- Grèce ( )
- Grenade (2)
- Guam (3)
- Guatemala (7)
- Guinée (1)
- Guinée-Bissau (2)
- Guyana (2)
- Haïti (2)
- Honduras (5)
- Hong Kong ( )
- Hongrie (70)
- Islande (5)
- Inde (20)
- Indonésie (21)
- Iran (2)
- Irak (2)
- Irlande (13)
- Israël ( )
- Italie ( )
- Côte d'Ivoire (2)
- Jamaïque (3)
- Japon ( )
- Jordanie (2)
- Kazakhstan (27)
- Kenya (12)
- Kosovo ( )
- Koweït (4)
- Kirghizistan (2)
- Laos (2)
- Lettonie (3)
- Liban (4)
- Lesotho (2)
- Libye (2)
- Liechtenstein ( )
- Lituanie (13)
- Luxembourg (4)
- Macao (10)
- Madagascar (4)
- Malawi (3)
- Malaisie (13)
- Maldives (4)
- Mali (2)
- Malte (4)
- Îles Marshall (1)
- Mauritanie (1)
- Maurice (4)
- Mexique (38)
- Moldavie (3)
- Monaco (3)
- Mongolie (4)
- Monténégro (17)
- Maroc (5)
- Mozambique (4)
- Namibie (6)
- Népal (4)
- Pays-Bas ( )
- Nouvelle-Zélande ( )
- Nicaragua (2)
- Niger (1)
- Nigeria (4)
- Corée du Nord (15)
- Macédoine du Nord (2)
- Îles Mariannes du Nord (4)
- Norvège (8)
- Oman (2)
- Pakistan (3)
- Palaos (2)
- Palestine (3)
- Panama (4)
- Papouasie-Nouvelle-Guinée (4)
- Paraguay (4)
- Pérou (9)
- Philippines (4)
- Pologne (27)
- Portugal (7)
- Porto Rico (5)
- Qatar (2)
- République du Congo (2)
- Roumanie (21)
- Rwanda (4)
- Saint-Christophe-et-Niévès (1)
- Sainte-Lucie (3)
- Saint-Vincent-et-les-Grenadines (1)
- Samoa (4)
- Saint-Marin (1)
- Arabie saoudite (4)
- Sénégal (2)
- Serbie (21)
- Seychelles (3)
- Sierra Leone (4)
- Singapour ( ) (hôte)
- Saint-Martin (2)
- Slovaquie (22)
- Slovénie (3)
- Îles Salomon (2)
- Afrique du Sud (53)
- Corée du Sud (35)
- Espagne ( )
- Sri Lanka (7)
- Soudan (4)
- Suriname (2)
- Suède (16)
- Suisse (12)
- Syrie (2)
- Tadjikistan (2)
- Tanzanie (2)
- Thaïlande (24)
- Togo (2)
- Tonga (2)
- Trinité-et-Tobago (5)
- Tunisie (5)
- Turquie (9)
- Turkménistan (4)
- Îles Turques-et-Caïques (2)
- Ouganda (6)
- Ukraine (26)
- Émirats arabes unis (2)
- États-Unis (103)
- Uruguay (7)
- Ouzbékistan (8)
- Vanuatu (2)
- Venezuela (13)
- Vietnam (3)
- Îles Vierges des États-Unis (2)
- Yémen (1)
- Zambie (2)
- Athlètes réfugiés (3)
- Athlètes neutres (74)

## Résultats

### Natation sportive
Légende :

RM : record du monde   -   RMj : record du monde junior   -   RAf : record d'Afrique    -   RAm : record d'Amérique   -   RAs : record d'Asie   -   RE : record d'Europe   -   RO : record d'Océanie   -   RC : record des championnats   -   RN : record national
Hommes
| Épreuves                                                         | Or | Or                   | Argent | Argent            | Bronze | Bronze           |
| ---------------------------------------------------------------- | --- | -------------------- | --- | ----------------- | --- | ---------------- |
| Nage libre                                                       | |                      | |                   | |                  |
| 50 m résultats détaillés                                         | Cameron McEvoy | 21 s 14              | Benjamin Proud | 21 s 26           | Jack Alexy | 21 s 46          |
| 100 m résultats détaillés                                        | David Popovici | 46 s 51 RC, RE       | Jack Alexy | 46 s 92           | Kyle Chalmers | 47 s 17          |
| 200 m résultats détaillés                                        | David Popovici | 1 min 43 s 53        | Luke Hobson | 1 min 43,84 s     | Tatsuya Murasa | 1 min 44,54 s RN |
| 400 m résultats détaillés                                        | Lukas Märtens | 3 min 42 s 35        | Samuel Short | 3 min 42 s 37     | Kim Woo-min | 3 min 42 s 60    |
| 800 m résultats détaillés                                        | Ahmed Jaouadi | 7 min 36 s 88        | Sven Schwarz | 7 min 39 s 96     | Lukas Märtens | 7 min 40 s 19    |
| 1 500 m résultats détaillés                                      | Ahmed Jaouadi | 14 min 34 s 41       | Sven Schwarz | 14 min 35 s 69    | Robert Finke | 14 min 36 s 60   |
| Dos                                                              | |                      | |                   | |                  |
| 50 m résultats détaillés                                         | NABWorld Aquatics : Neutral Athletes Team B (équipe B des athlètes neutres – athlètes russes autorisés –) Kliment Kolesnikov                                                                                                 | 23 s 68 RC           | Pieter Coetze NABWorld Aquatics : Neutral Athletes Team B (équipe B des athlètes neutres – athlètes russes autorisés –) Pavel Samusenko | 24 s 17           | Non attribué | Non attribué     |
| 100 m résultats détaillés                                        | Pieter Coetze | 51 s 85 RAf          | Thomas Ceccon | 51 s 90           | Yohann Ndoye-Brouard                                                                                                   | 51 s 92 RN       |
| 200 m résultats détaillés                                        | Hubert Kós | 1 min 53 s 19 RE     | Pieter Coetze | 1 min 53 s 26 RAf | Yohann Ndoye-Brouard                                                                                                   | 1 min 54 s 62    |
| Brasse                                                           | |                      | |                   | |                  |
| 50 m résultats détaillés                                         | Simone Cerasuolo | 26 s 54              | NABWorld Aquatics : Neutral Athletes Team B (équipe B des athlètes neutres – athlètes russes autorisés –) Kirill Prigoda                | 26 s 62           | Qin Haiyang | 26 s 67          |
| 100 m résultats détaillés                                        | Qin Haiyang | 58 s 23              | Nicolò Martinenghi | 58 s 58           | Denis Petrashov | 58 s 88 RN       |
| 200 m résultats détaillés                                        | Qin Haiyang | 2 min 7 s 41         | Ippei Watanabe | 2 min 7 s 70      | Caspar Corbeau | 2 min 7 s 73     |
| Papillon                                                         | |                      | |                   | |                  |
| 50 m résultats détaillés                                         | Maxime Grousset | 22 s 48 RN           | Noè Ponti | 22 s 51 RN        | Thomas Ceccon | 22 s 67 RN       |
| 100 m résultats détaillés                                        | Maxime Grousset | 49 s 62 RE           | Noè Ponti | 49 s 83           | Ilya Kharun | 50 s 07          |
| 200 m résultats détaillés                                        | Luca Urlando | 1 min 51 s 87        | Krzysztof Chmielewski | 1 min 52 s 64     | Harrison Turner | 1 min 54 s 17    |
| Quatre nages                                                     | |                      | |                   | |                  |
| 200 m résultats détaillés                                        | Léon Marchand | 1 min 53 s 68        | Shaine Casas | 1 min 54 s 30     | Hubert Kós | 1 min 55 s 34    |
| 400 m résultats détaillés                                        | Léon Marchand | 4 min 4 s 73         | Tomoyuki Matsushita | 4 min 8 s 32      | NABWorld Aquatics : Neutral Athletes Team B (équipe B des athlètes neutres – athlètes russes autorisés –) Ilia Borodin | 4 min 9 s 16     |
| Relais                                                           | |                      | |                   | |                  |
| 4 × 100 m nage libre résultats détaillés                         | Australie- Flynn Southam - Kai Taylor - Maximillian Giuliani - Kyle Chalmers | 3 min 8 s 97 RC, RO  | Italie- Carlos D'Ambrosio - Thomas Ceccon - Lorenzo Zazzeri - Manuel Frigo - Leonardo Deplano                                           | 3 min 9 s 58 RN   | États-Unis- Jack Alexy - Patrick Sammon - Chris Guiliano - Jonny Kulow - Shaine Casas - Destin Lasco                   | 3 min 9 s 64     |
| 4 × 200 m nage libre résultats détaillés                         | Grande-Bretagne- Matt Richards - James Guy - Jack McMillan - Duncan Scott - Evan Jones - Tom Dean | 6 min 59 s 84        | Chine- Ji Xinjie - Pan Zhanle - Wang Shun - Zhang Zhanshuo - Fei Liwei                                                                  | 7 min 0 s 91 RAs  | Australie- Flynn Southam - Charlie Hawke - Kai Taylor - Maximillian Giuliani - Edward Sommerville                      | 7 min 0 s 98     |
| 4 × 100 m quatre nages résultats détaillés                       | NABWorld Aquatics : Neutral Athletes Team B (équipe B des athlètes neutres – athlètes russes autorisés –)- Miron Lifintsev - Kirill Prigoda - Andrey Minakov - Egor Kornev - Kliment Kolesnikov - Ivan Kozhakin - Ivan Girev | 3 min 26 s 93 RC, RE | France- Yohann Ndoye-Brouard - Léon Marchand - Maxime Grousset - Yann Le Goff - Jérémie Delbois - Clément Secchi                        | 3 min 27 s 96 RN  | États-Unis- Tommy Janton - Josh Matheny - Dare Rose - Jack Alexy - Campbell McKean                                     | 3 min 28 s 62    |
| Pour consulter ou modifier les données, voir la section #Podiums | |                      | |                   | |                  |

Femmes
| Épreuves                                                         | Or | Or                    | Argent | Argent            | Bronze | Bronze         |
| ---------------------------------------------------------------- | --- | --------------------- | --- | ----------------- | --- | -------------- |
| Nage libre                                                       | |                       | |                   | |                |
| 50 m résultats détaillés                                         | Meg Harris | 24 s 02               | Wu Qingfeng | 24 s 26           | Cheng Yujie | 24 s 28        |
| 100 m résultats détaillés                                        | Marrit Steenbergen | 52 s 55               | Mollie O'Callaghan | 52 s 67           | Torri Huske | 52 s 89        |
| 200 m résultats détaillés                                        | Mollie O'Callaghan | 1 min 53 s 48         | Li Bingjie | 1 min 54 s 52     | Claire Weinstein | 1 min 55 s 07  |
| 400 m résultats détaillés                                        | Summer McIntosh | 3 min 56 s 26         | Li Bingjie | 3 min 58 s 21 RAs | Katie Ledecky | 3 min 58 s 49  |
| 800 m résultats détaillés                                        | Katie Ledecky | 8 min 5 s 62 RC       | Lani Pallister | 8 min 5 s 98 RO   | Summer McIntosh | 8 min 7 s 29   |
| 1 500 m résultats détaillés                                      | Katie Ledecky | 15 min 26 s 44        | Simona Quadarella | 15 min 31 s 79 RE | Lani Pallister | 15 min 41 s 18 |
| Dos                                                              | |                       | |                   | |                |
| 50 m résultats détaillés                                         | Katharine Berkoff | 27 s 08               | Regan Smith | 27 s 25           | Wan Letian | 27 s 30        |
| 100 m résultats détaillés                                        | Kaylee McKeown | 57 s 16 RC, RO        | Regan Smith | 57 s 35           | Katharine Berkoff | 58 s 15        |
| 200 m résultats détaillés                                        | Kaylee McKeown | 2 min 3 s 33 RC       | Regan Smith | 2 min 4 s 29      | Claire Curzan | 2 min 6 s 04   |
| Brasse                                                           | |                       | |                   | |                |
| 50 m résultats détaillés                                         | Ruta Meilutyte | 29 s 55               | Tang Qianting | 30 s 03           | Benedetta Pilato | 30 s 14        |
| 100 m résultats détaillés                                        | Anna Elendt | 1 min 5 s 19 RN       | Kate Douglass | 1 min 5 s 27      | Tang Qianting | 1 min 5 s 64   |
| 200 m résultats détaillés                                        | Kate Douglass | 2 min 18 s 50 RC, RAm | NABWorld Aquatics : Neutral Athletes Team B (équipe B des athlètes neutres – athlètes russes autorisés –) Evgeniia Chikunova | 2 min 19 s 96     | Kaylene Corbett NAAWorld Aquatics : Neutral Athletes Team A (équipe A des athlètes neutres – athlètes biélorusses autorisés –) Alina Zmushka | 2 min 23 s 52  |
| Papillon                                                         | |                       | |                   | |                |
| 50 m résultats détaillés                                         | Gretchen Walsh | 24 s 83               | Alexandria Perkins | 25 s 31 =RO       | Roos Vanotterdijk | 25 s 43        |
| 100 m résultats détaillés                                        | Gretchen Walsh | 54 s 73 RC            | Roos Vanotterdijk | 55 s 84 RN        | Alexandria Perkins | 56 s 33        |
| 200 m résultats détaillés                                        | Summer McIntosh | 2 min 1 s 99 RC, RAm  | Regan Smith | 2 min 4 s 99      | Elizabeth Dekkers | 2 min 6 s 12   |
| Quatre nages                                                     | |                       | |                   | |                |
| 200 m résultats détaillés                                        | Summer McIntosh | 2 min 6 s 69          | Alex Walsh | 2 min 8 s 58      | Mary-Sophie Harvey | 2 min 9 s 15   |
| 400 m résultats détaillés                                        | Summer McIntosh | 4 min 25 s 78 RC      | Jenna Forrester Mio Narita                                                                                                   | 4 min 33 s 26     | Non attribué | Non attribué   |
| Relais                                                           | |                       | |                   | |                |
| 4 × 100 m nage libre résultats détaillés                         | Australie - Mollie O'Callaghan - Meg Harris - Milla Jansen - Olivia Wunsch - Abbey Webb - Hannah Casey                                   | 3 min 30 s 60         | États-Unis - Simone Manuel - Kate Douglass - Erin Gemmell - Torri Huske - Anna Moesch                                        | 3 min 31 s 04     | Pays-Bas - Milou van Wijk - Tessa Giele - Sam van Nunen - Marrit Steenbergen - Femke Spiering                                                | 3 min 33 s 89  |
| 4 × 200 m nage libre résultats détaillés                         | Australie - Lani Pallister - Jamie Perkins - Brittany Castelluzzo - Mollie O'Callaghan - Abbey Webb - Milla Jansen - Hannah Casey        | 7 min 39 s 35         | États-Unis - Claire Weinstein - Anna Peplowski - Erin Gemmell - Katie Ledecky - Simone Manuel - Anna Moesch - Bella Sims     | 7 min 40 s 01 RAm | Chine - Liu Yaxin - Yang Peiqi - Yu Yiting - Li Bingjie - Yu Zidi - Wu Qingfeng                                                              | 7 min 42 s 99  |
| 4 × 100 m quatre nages résultats détaillés                       | États-Unis - Regan Smith - Kate Douglass - Gretchen Walsh - Torri Huske - Katharine Berkoff - Lilly King - Claire Curzan - Simone Manuel | 3 min 49 s 34 RM      | Australie - Kaylee McKeown - Ella Ramsay - Alexandria Perkins - Mollie O'Callaghan - Sienna Toohey                           | 3 min 52 s 67     | Chine - Peng Xuwei - Tang Qianting - Zhang Yufei - Cheng Yujie - Wan Letian - Yang Chang - Yu Yiting - Wu Qingfeng                           | 3 min 54 s 77  |
| Pour consulter ou modifier les données, voir la section #Podiums | |                       | |                   | |                |

Mixte
| Épreuves                                                         | Or | Or                   | Argent | Argent           | Bronze | Bronze           |
| ---------------------------------------------------------------- | --- | -------------------- | --- | ---------------- | --- | ---------------- |
| Relais                                                           | |                      | |                  | |                  |
| 4 × 100 m nage libre résultats détaillés                         | États-Unis - Jack Alexy - Patrick Sammon - Kate Douglass - Torri Huske - Chris Guiliano - Jonny Kulow - Simone Manuel | 3 min 18 s 48 RM     | NABWorld Aquatics : Neutral Athletes Team B (équipe B des athlètes neutres – athlètes russes autorisés –)- Egor Kornev - Ivan Girev - Daria Trofimova - Daria Klepikova - Vladislav Grinev - Alina Gaifutdinova - Milana Stepanova | 3 min 19 s 68 RE | France - Maxime Grousset - Yann Le Goff - Marie Wattel - Béryl Gastaldello - Rafael Fente-Damers - Albane Cachot | 3 min 21 s 35    |
| 4 × 100 m quatre nages résultats détaillés                       | NABWorld Aquatics : Neutral Athletes Team B (équipe B des athlètes neutres – athlètes russes autorisés –)- Miron Lifintsev - Kirill Prigoda - Daria Klepikova - Daria Trofimova - Danil Semianinov - Aleksandra Kuznetsova | 3 min 37 s 97 RC, RN | Chine - Xu Jiayu - Qin Haiyang - Zhang Yufei - Wu Qingfeng - Dong Zhihao - Yu Yiting - Cheng Yujie | 3 min 39 s 99    | Canada - Kylie Masse - Oliver Dawson - Josh Liendo - Taylor Ruck - Ingrid Wilm - Brooklyn Douthwright            | 3 min 40 s 90 RN |
| Pour consulter ou modifier les données, voir la section #Podiums | |                      | |                  | |                  |

### Nage en eau libre
| Épreuves                                                         | Or                                                                               | Or                | Argent                                                                               | Argent            | Bronze                                                                                    | Bronze           |
| ---------------------------------------------------------------- | -------------------------------------------------------------------------------- | ----------------- | ------------------------------------------------------------------------------------ | ----------------- | ----------------------------------------------------------------------------------------- | ---------------- |
| Hommes                                                           |                                                                                  |                   |                                                                                      |                   |                                                                                           |                  |
| Sprint à élimination directe 3 km                                | Florian Wellbrock                                                                | 5 min 46 s        | Dávid Betlehem                                                                       | 5 min 47,7 s      | Marc-Antoine Olivier                                                                      | 5 min 51,1 s     |
| 5 km                                                             | Florian Wellbrock                                                                | 57 min 26,4 s     | Gregorio Paltrinieri                                                                 | 57 min 29,3 s     | Marc-Antoine Olivier                                                                      | 57 min 30,4 s    |
| 10 km                                                            | Florian Wellbrock                                                                | 1 h 59 min 55,5 s | Gregorio Paltrinieri                                                                 | 1 h 59 min 59,2 s | Kyle Lee                                                                                  | 2 h 0 min 10,3 s |
| Femmes                                                           |                                                                                  |                   |                                                                                      |                   |                                                                                           |                  |
| Sprint à élimination directe 3 km                                | Ichika Kajimoto                                                                  | 6 min 19,9 s      | Ginevra Taddeucci                                                                    | 6 min 21,9 s      | Moesha Johnson Bettina Fábián                                                             | 6 min 23,1 s     |
| 5 km                                                             | Moesha Johnson                                                                   | 1 h 2 min 1,3 s   | Ginevra Taddeucci                                                                    | 1 h 2 min 2,3 s   | Ichika Kajimoto                                                                           | 1 h 2 min 28,9 s |
| 10 km                                                            | Moesha Johnson                                                                   | 2 h 7 min 51,3 s  | Ginevra Taddeucci                                                                    | 2 h 7 min 55,7 s  | Lisa Pou                                                                                  | 2 h 7 min 57,5 s |
| Par équipes mixtes                                               |                                                                                  |                   |                                                                                      |                   |                                                                                           |                  |
| Relais 6 km                                                      | Allemagne- Celine Rieder - Oliver Klemet - Isabel Marie Gose - Florian Wellbrock | 1 h 9 min 13,3 s  | Italie- Barbara Pozzobon - Ginevra Taddeucci - Marcello Guidi - Gregorio Paltrinieri | 1 h 9 min 15,4 s  | Hongrie- Bettina Fábián - Viktória Mihályvári-Farkas - Kristóf Rasovszky - Dávid Betlehem | 1 h 9 min 16,7 s |
| Pour consulter ou modifier les données, voir la section #Podiums |                                                                                  |                   |                                                                                      |                   |                                                                                           |                  |

### Natation artistique
| Épreuves                                                         | Or | Or       | Argent | Argent   | Bronze | Bronze   |
| ---------------------------------------------------------------- | --- | -------- | --- | -------- | --- | -------- |
| Hommes                                                           | |          | |          | |          |
| Solo libre                                                       | NABWorld Aquatics : Neutral Athletes Team B (équipe B des athlètes neutres – athlètes russes autorisés –) Aleksandr Maltsev                          | 229.5613 | Guo Muye | 220.1926 | Filippo Pelati | 213.9850 |
| Solo technique                                                   | NABWorld Aquatics : Neutral Athletes Team B (équipe B des athlètes neutres – athlètes russes autorisés –) Aleksandr Maltsev                          | 251.7133 | Dennis González Boneu | 241.1667 | Diego Villalobos | 238.1600 |
| Femmes                                                           | |          | |          | |          |
| Solo libre                                                       | Iris Tió | 245.1913 | Xu Huiyan | 241.0025 | NAAWorld Aquatics : Neutral Athletes Team A (équipe A des athlètes neutres – athlètes biélorusses autorisés –) Vasilina Khandoshka                       | 239.5437 |
| Solo technique                                                   | Xu Huiyan | 272.9917 | NAAWorld Aquatics : Neutral Athletes Team A (équipe A des athlètes neutres – athlètes biélorusses autorisés –) Vasilina Khandoshka | 260.5416 | Iris Tió | 260.2917 |
| Duo libre                                                        | Espagne- Lilou Lluís - Iris Tió | 282.6087 | Italie- Enrica Piccoli - Lucrezia Ruggiero | 278.7137 | NABWorld Aquatics : Neutral Athletes Team B (équipe B des athlètes neutres – athlètes russes autorisés –) - Mayya Doroshko - Tatiana Gayday              | 277.1117 |
| Duo technique                                                    | Autriche- Anna-Maria Alexandri - Eirini-Marina Alexandri                                                                                             | 307.1451 | Chine- Lin Yanhan - Lin Yanjun | 301.4057 | NABWorld Aquatics : Neutral Athletes Team B (équipe B des athlètes neutres – athlètes russes autorisés –) - Mayya Doroshko - Tatiana Gayday              | 300.2183 |
| Mixte                                                            | |          | |          | |          |
| Duo libre                                                        | Espagne- Dennis González - Iris Tió | 323.8563 | NABWorld Aquatics : Neutral Athletes Team B (équipe B des athlètes neutres – athlètes russes autorisés –) - Aleksandr Maltsev - Olesia Platonova | 323.4438 | Royaume-Uni- Ranjuo Tomblin - Isabelle Thorpe | 322.0583 |
| Duo technique                                                    | NABWorld Aquatics : Neutral Athletes Team B (équipe B des athlètes neutres – athlètes russes autorisés –) - Aleksandr Maltsev - Mayya Gurbanberdieva | 233.2100 | Espagne- Dennis González - Mireia Hernández | 230.4634 | Italie- Filippo Pelati - Lucrezia Ruggiero | 228.0275 |
| Par équipes (Open)                                               | |          | |          | |          |
| Acrobatique                                                      | Chine- Chang Hao - Cheng Wentao - Feng Yu - Lin Yanhan - Lin Yanjun - Xiang Binxuan - Xu Huiyan - Zhang Yayi                                         | 229.0186 | NABWorld Aquatics : Neutral Athletes Team B (équipe B des athlètes neutres – athlètes russes autorisés –) - Anna Andrianova Anastasiia Bakhtyreva - Daria Geloshvili - Ekaterina Kossova - Elizaveta Minaeva - Evelina Simonova - Elizaveta Smirnova - Agniia Tulupova | 224.7291 | Espagne- Cristina Arambula - Meritxell Ferré - Marina García Polo - Dennis González Boneu - Lilou Lluís - Meritxell Mas - Paula Ramírez - Sara Saldaña   | 221.0962 |
| Libre                                                            | Chine- Chang Hao - Cheng Wentao - Dai Shiyi - Feng Yu - Li Xiuchen - Lin Yanhan - Xiang Binxuan - Xu Huiyan                                          | 348.4779 | Japon- Kaho Aitaka - Moka Fujii - Moe Higa - Yuka Kawase - Uta Kobayashi - Tomoka Sato - Nao Shirahase - Sakurako Uchida | 334.7232 | Espagne- Cristina Arambula - Meritxell Ferré - Marina García Polo - Dennis González Boneu - Alisa Ozhogina - Paula Ramírez - Sara Saldaña - Iris Tió     | 321.1328 |
| Technique                                                        | Chine- Chang Hao - Cheng Wentao - Dai Shiyi - Feng Yu - Li Xiuchen - Lin Yanjun - Xiang Binxuan - Xu Huiyan                                          | 307.8001 | NABWorld Aquatics : Neutral Athletes Team B (équipe B des athlètes neutres – athlètes russes autorisés –) - Anna Andrianova Anastasiia Bakhtyreva - Daria Geloshvili - Ekaterina Kossova - Elizaveta Minaeva - Evelina Simonova - Elizaveta Smirnova - Agniia Tulupova | 300.6183 | Espagne- Cristina Arambula - Meritxell Ferré - Marina García - Lilou Lluís - Alisa Ozhogina - Paula Ramírez - Sara Saldaña - Iris Tió - Mireia Hernández | 294.8575 |
| Pour consulter ou modifier les données, voir la section #Podiums | |          | |          | |          |

### Plongeon
| Épreuves                                                         | Or                                                      | Or     | Argent | Argent | Bronze | Bronze |
| ---------------------------------------------------------------- | ------------------------------------------------------- | ------ | --- | ------ | --- | ------ |
| Individuel hommes                                                |                                                         |        | |        | |        |
| Tremplin à 1 m                                                   | Zheng Jiuyuan                                           | 443.70 | Osmar Olvera | 429.60 | Yan Siyu | 405.50 |
| Tremplin à 3 m                                                   | Osmar Olvera                                            | 529.55 | Cao Yuan | 522.70 | Wang Zongyuan | 515.55 |
| Plateforme à 10 m                                                | Cassiel Rousseau                                        | 534.89 | Oleksiy Sereda | 515.20 | Randal Willars | 511.95 |
| Synchronisé hommes                                               |                                                         |        | |        | |        |
| Tremplin à 3 m                                                   | Chine- Wang Zongyuan - Zheng Jiuyuan                    | 467.31 | Mexique- Juan Celaya - Osmar Olvera | 449.28 | Royaume-Uni- Anthony Harding - Jack Laugher | 405.33 |
| Plateforme à 10 m                                                | Chine- Cheng Zilong - Zhu Zifeng                        | 429.63 | NABWorld Aquatics : Neutral Athletes Team B (équipe B des athlètes neutres – athlètes russes autorisés –)- Nikita Shleikher - Ruslan Ternovoi | 428.70 | États-Unis- Joshua Hedberg - Carson Tyler | 410.70 |
| Individuel femmes                                                |                                                         |        | |        | |        |
| Tremplin à 1 m                                                   | Maddison Keeney                                         | 308.00 | Li Yajie | 290.25 | Chiara Pellacani | 270.80 |
| Tremplin à 3 m                                                   | Chen Yiwen                                              | 389.70 | Chen Jia | 356.40 | Chiara Pellacani | 323.20 |
| Plateforme à 10 m                                                | Chen Yuxi                                               | 430.50 | Pauline Pfeif | 367.10 | Xie Peiling | 358.20 |
| Synchronisé femmes                                               |                                                         |        | |        | |        |
| Tremplin à 3 m                                                   | Chine- Chen Jia - Chen Yiwen                            | 325.20 | Royaume-Uni- Yasmin Harper - Scarlett Mew Jensen                                                                                              | 298.35 | Mexique- Lía Cueva - Mía Cueva | 294.36 |
| Plateforme à 10 m                                                | Chine- Chen Yuxi - Zhang Minjie                         | 349.26 | Mexique- Gabriela Agúndez - Alejandra Estudillo                                                                                               | 304.80 | Corée du Nord- Jo Jin-mi - Kim Mi-hwa | 293.34 |
| Mixtes                                                           |                                                         |        | |        | |        |
| Tremplin à 3 m synchronisé                                       | Italie- Matteo Santoro - Chiara Pellacani               | 308.13 | Australie- Cassiel Rousseau - Maddison Keeney                                                                                                 | 307.26 | Chine- Cheng Zilong - Li Yajie | 305.70 |
| Plateforme à 10 m synchronisé                                    | Chine- Zhu Yongxin - Xie Peiling                        | 323.04 | Corée du Nord- Choe Wi-hyon - Jo Jin-mi | 322.98 | NABWorld Aquatics : Neutral Athletes Team B (équipe B des athlètes neutres – athlètes russes autorisés –)- Aleksandr Bondar - Anna Konanykhina | 311.88 |
|                                                                  |                                                         |        | |        | |        |
| Par équipes (3 m et 10 m)                                        | Chine- Cheng Zilong - Chen Yiwen - Cao Yuan - Chen Yuxi | 466.25 | Mexique- Osmar Olvera - Randal Willars - Alejandra Estudillo - Zyanya Parra                                                                   | 426.30 | Japon- Reo Nishida - Sho Sakai - Rin Kaneto - Sayaka Mikami                                                                                    | 409.65 |
| Pour consulter ou modifier les données, voir la section #Podiums |                                                         |        | |        | |        |

### Plongeon de haut vol
| Épreuves                                                         | Or                 | Or     | Argent          | Argent | Bronze              | Bronze |
| ---------------------------------------------------------------- | ------------------ | ------ | --------------- | ------ | ------------------- | ------ |
| Hommes                                                           | James Lichtenstein | 428.90 | Carlos Gimeno   | 425.30 | Constantin Popovici | 408.70 |
| Femmes                                                           | Rhiannan Iffland   | 359.25 | Simone Leathead | 314.50 | Maya Kelly          | 310.00 |
| Pour consulter ou modifier les données, voir la section #Podiums |                    |        |                 |        |                     |        |

### Water-polo
| Hommes                                                           | Espagne- Unai Aguirre - Alberto Munárriz - Álvaro Granados - Bernat Sanahuja - Miguel del Toro - Marc Larumbe - José Javier Bustos Sánchez - Sergi Cabanas - Roger Tahull - Felipe Perrone - Unai Biel - Alejandro Bustos - Eduardo Lorrio - Biel Gomila Faiges - Fran Valera                            | Hongrie- Kristóf Csoma - Dániel Angyal - Krisztián Manhercz - Erik Molnár - Márton Vámos - Ádám Nagy - Gergő Fekete - Gergely Burián - Péter Kovács - Vendel Vigvári - Szilárd Jansik - Vince Vigvári - Márton Mizsei - Ákos Nagy - Zsombor Vismeg              | Grèce- Panagiotis Tzortzatos - Konstantinos Genidounias - Dimitrios Skoumpakis - Konstantinos Gkiouvetsis - Stylianos Argyropoulos - Aristeidis Chalyvopoulos - Nikolaos Gkillas - Efstathios Kalogeropoulos - Ioannis Alafragkis - Konstantinos Kakaris - Dimitrios Nikolaidis - Nikolaos Papanikolaou - Emmanouil Andreadis - Evangelos Pouros - Nikolaos Gardikas |
| Femmes                                                           | Grèce- Ioanna Stamatopoulou - Eleftheria Plevritou - Foteini Tricha - Stefania Santa - Athina Giannopoulou - Eleni Xenaki - Eirini Ninou - Maria Patra - Christina Siouti - Vasiliki Plevritou - Sofia Tornarou - Maria Myriokefalitaki - Alexia Evgenia Tzourka - Dionysia Koureta - Nefeli Anna Krassa | Hongrie- Boglárka Neszmély - Dorottya Szilágyi - Vanda Vályi - Eszter Varró - Kinga Peresztegi-Nagy - Nóra Sümegi - Dalma Dömsödi - Rita Keszthelyi - Dóra Leimeter - Natasa Rybanska - Kamilla Faragó - Krisztina Garda - Luca Torma - Panna Tiba - Kata Hajdú | Espagne- Mariona Terre Marti - Ariadna Ruiz - Anni Espar - Beatriz Ortiz - Nona Pérez - Paula Crespí - Elena Ruiz - Paula Prats Rodriguez - Daniela Moreno Perez - Paula Camus - Irene González - Paula Leitón - Martina Terré - Carlota Peñalver Granero |
| Pour consulter ou modifier les données, voir la section #Podiums | | | |

## Tableau des médailles
| Rang  | Nation | Or | Argent | Bronze | Total |
| ----- | --- | -- | ------ | ------ | ----- |
| 1     | Chine | 15 | 12     | 10     | 37    |
| 2     | Australie | 13 | 7      | 8      | 28    |
| 3     | États-Unis | 10 | 11     | 11     | 32    |
| 4     | NABWorld Aquatics : Neutral Athletes Team B (équipe B des athlètes neutres – athlètes russes autorisés –)      | 6  | 8      | 4      | 18    |
| 5     | Allemagne | 6  | 3      | 1      | 10    |
| 6     | Espagne | 4  | 3      | 5      | 12    |
| 7     | France | 4  | 1      | 5      | 10    |
| 8     | Canada | 4  | 1      | 4      | 9     |
| 9     | Italie | 2  | 11     | 6      | 19    |
| 10    | Roumanie | 2  | 0      | 1      | 3     |
| 11    | Tunisie | 2  | 0      | 0      | 2     |
| 12    | Mexique | 1  | 4      | 3      | 8     |
| 12    | Japon | 1  | 4      | 3      | 8     |
| 14    | Hongrie | 1  | 3      | 3      | 7     |
| 15    | Royaume-Uni | 1  | 2      | 2      | 5     |
| 16    | Afrique du Sud                                                                                                 | 1  | 2      | 1      | 4     |
| 17    | Pays-Bas | 1  | 0      | 2      | 3     |
| 18    | Grèce | 1  | 0      | 1      | 2     |
| 19    | Lituanie | 1  | 0      | 0      | 1     |
| 19    | Autriche | 1  | 0      | 0      | 1     |
| 21    | Suisse | 0  | 2      | 0      | 2     |
| 22    | NAAWorld Aquatics : Neutral Athletes Team A (équipe A des athlètes neutres – athlètes biélorusses autorisés –) | 0  | 1      | 2      | 3     |
| 23    | Belgique | 0  | 1      | 1      | 2     |
| 23    | Corée du Nord                                                                                                  | 0  | 1      | 1      | 2     |
| 25    | Pologne | 0  | 1      | 0      | 1     |
| 25    | Ukraine | 0  | 1      | 0      | 1     |
| 27    | Kirghizistan                                                                                                   | 0  | 0      | 1      | 1     |
| 27    | Corée du Sud                                                                                                   | 0  | 0      | 1      | 1     |
| 27    | Monaco | 0  | 0      | 1      | 1     |
| Total | Total | 77 | 79     | 77     | 233   |